# Рыбак (пьеса)
«Рыбак» или «Рыбаки» (др.-греч. Ἀλιεῖς) — комедия древнегреческого драматурга Менандра, от которой сохранился только ряд фрагментов в виде цитат у других античных авторов. Афиней сообщает, что в пьесе рассказывалось об убийстве тирана Гераклеи Понтийской Дионисия, а значит, «Рыбак» был написан после 305 года до н. э.
Известно, что в числе персонажей пьесы был воин, вернувшийся из Малой Азии с добычей.